# Samari(III) iodide
Samari(III) iodide là một hợp chất vô cơ, là muối của samari và axit iodhydric có công thức SmI3. Dạng khan tồn tại dưới dạng tinh thể màu cam, phân hủy trong nước.

## Điều chế
Phản ứng của samari và iod sẽ tạo ra muối khan:
{\displaystyle {\mathsf {2Sm+3I_{2}\ \xrightarrow {} \ 2SmI_{3}}}}

## Tính chất vật lý
Samari(III) iodide tạo thành các tinh thể màu cam khi khan.
Dạng khan bị phân hủy trong nước (thủy phân).

## Tính chất hóa học
- Khi đun nóng với samari kim loại, Sm3+ bị khử tạo thành samari(II) iodide:

{\displaystyle {\mathsf {2SmI_{3}+Sm\ \xrightarrow {T} \ 3SmI_{2}}}}
- Nó còn bị khử bởi hydro tạo ra hợp chất tương tự:

{\displaystyle {\mathsf {2SmI_{3}+3H_{2}\ \xrightarrow {T} \ 2SmI_{2}+2HI}}}

## Hợp chất khác
SmI3 còn tạo ra một số hợp chất với N2H4, như SmI3·3N2H4·3H2O là tinh thể kim nhỏ trong suốt, tan trong cồn và không tan trong benzen, d = 3,15 g/cm³.
SmI3 còn tạo một số hợp chất với CO(NH2)2, như SmI3·8CO(NH2)2 là tinh thể dạng lăng kính màu vàng, d = 2,173 g/cm³.